# Giovanni Modugno
Giovanni Modugno (Bitonto, 21 febbraio 1880 – Bari, 18 marzo 1957) è stato un pedagogista italiano.

## La vita
Giovanni Modugno nasce a Bitonto nel 1880 e a diciotto anni viene processato e assolto per aver partecipato a dei moti contadini. Nel 1909 si candida alle elezioni comunali e ottiene l'istituzione di una scuola di cultura per i lavoratori. Nel 1911 si laurea a Napoli in filosofia e pedagogia. Durante questo periodo intreccia una forte amicizia con Gaetano Salvemini e inizia a lavorare come docente. 
Nel 1919 mette da parte la politica per dedicarsi allo studio, all'insegnamento e all'educazione dei giovani. Nel 1925 si avvicina alla fede e fino al 1934 lavora come scrittore. Nel 1931 infatti scrive l'opera più celebre F.W. Forster e la crisi dell'anima contemporanea. Nel 1943 si riavvicina alla politica e fonda una scuola di formazione politica dei giovani. Muore a Bari nel 1957 e si conclude a giugno del 2005 il processo diocesano di beatificazione.

## Lo studio giovanile
L'educazione morale dei giovani, la fede e la politica furono i temi che hanno caratterizzato la vita di Giovanni Modugno. La reazione di clericalismo moderato che è tipico della giovinezza e l'osservazione delle vessazioni che subivano i contadini spinsero Modugno all'adesione al Partito Socialista Italiano umanitario. 
L'obiettivo che voleva raggiungere era quello di poter creare un processo contro le associazioni mafiose e i loro favoritismi. Rimane però deluso dai socialisti che mirano all'educazione di classe e non a quella del popolo. 
In una conferenza del 1919 evidenzia le finalità che secondo lui deve avere la scuola: formare la personalità dei ragazzi, di fare in modo che acquisiscano il potere di responsabilizzarsi e di giudicare le azioni proprie e altrui.
Il suo è un pensiero moderno: secondo lui dalla scuola dev'essere bandita ogni forma di obbedienza dispotica perché crea ribelli o servi. Obbedendo al maestro l'alunno deve tener conto che così facendo obbedisce alla parte migliore di sé stesso, della quale il maestro è solo un collaboratore, un sostegno stabile e amorevole.
Giovanni Modugno odia essere sottomesso dalla politica e lo dimostra nel 1923, in pieno fascismo, rifiutando la nomina di provveditore agli studi e continua la sua opera di pedagogista.

## Gli anni del fascismo e del ritorno alla fede
Modugno dunque denunciò con coraggio gli aspetti devastanti della dittatura, nonostante questo gli procurasse isolamento e dolore. Tra la vasta gamma di correnti filosofiche esistenti in Italia all'inizio del Novecento Modugno si dedica all'umanesimo integrale e il razionalismo neotomista che vede l'uomo come soggetto di diritto e di libertà. 
Il suo avvicinamento alla Chiesa fu dovuto soprattutto alla lettura di opere dei maggior esponenti della cultura europea. I libri di Forster furono quelli che lo aiutarono a tornare al cattolicesimo. Maritain, Fiore, ma soprattutto Forster, furono gli esponenti con cui Modugno ebbe corrispondenza epistolare. Modugno inoltre ebbe a cuore gli operai e, insieme ad Aldo Moro, a Bari dichiarò che l'azione cattolica è ben diversa da quella politica. 
Dopo la caduta del fascismo si ritrova nel gruppo di coloro che ritengono sbagliato affidare la politica all'azione cattolica e confondere quest'ultima con la neonata democrazia Cristiana. Negli ultimi anni della sua vita, sottolinea che il Cristianesimo deve essere con i deboli, i poveri e con gli oppressi per prevenire a loro volta l'essere ingiusti e prepotenti.

## Opere
- L'educazione della volontà Bari - 1912
- Il concetto della guerra giusta Napoli - 1919
- La nuova coscienza di liberta e la scuola nel secolo 20, Bari - 1919
- G. Modugno, G. Petraglione, Libro di lettura per la terza classe elementare, Firenze - 1925
- Per la riforma interiore della scuola elementare e per l'attuazione dei nuovi programmi, Venezia - 1927
- La nuova scuola elementare, Giovanni Modugno, Firenze - 1937
- Religione e vita: per l'educazione religiosa e morale dei fanciulli e degli adolescenti Brescia - 1935